# ISO 3166-2:AD
ISO 3166-2:AD là chuẩn ISO định nghĩa mã địa lý. Nó là tập con của ISO 3166-2 áp dụng cho Andorra. Mỗi mã hai phần bao gồm mã ISO 3166-1 cho Andorra (AD) và số 2 chữ số

## Thư thông tin
- ISO 3166-2:2007-04-17 - dành cho Andorra

## Mã
| Mã    | Tên Giáo xứ         |
| ----- | ------------------- |
| AD-02 | Canillo             |
| AD-03 | Encamp              |
| AD-04 | La Massana          |
| AD-05 | Ordino              |
| AD-06 | Sant Julià de Lòria |
| AD-07 | Andorra la Vella    |
| AD-08 | Escaldes-Engordany  |